# Compagnie des grands express aériens
Die Compagnie des Grands Express Aériens (CGEA) war eine französische Fluggesellschaft.
Am 20. März 1919 gründeten die belgischen Bankiers Charles und Désiré Pelabon, denen auch das Unternehmen Ateliers de construction du Nord de la France et des Mureaux gehörte, die Fluggesellschaft mit Sitz in Le Bourget.
Die Gesellschaft operierte vor allem auf der Strecke Paris-London und setzte dafür Doppeldecker des Typs Farman F.50 ein. Ab 1921 flog sie mit Farman F.60 einmal wöchentlich auf der Strecke Paris-Lausanne. Der auf dem Flugplatz La Blécherette bei Lausanne damals gebaute Hangar für die Flugzeuge von CGEA ist heute noch vorhanden, steht unter Denkmalschutz und dient der Westschweizer Vereinigung Groupement des avions historiques als Arbeitsplatz.
Am 1. Januar 1923 ging die Compagnie des Grands Express Aériens in der Fluggesellschaft Compagnie des Messageries Aériennes (CMA) auf, und daraus entstand das neue Unternehmen Air Union, die Vorläufergesellschaft von Air France.